# Vălkovo, Blagoevgrad
Vălkovo (în bulgară Вълково) este un sat în Obștina Sandanski, Regiunea Blagoevgrad, Bulgaria.

## Demografie
Componența etnică a satului Vălkovo
     Bulgari (54,87%)
     Nicio identificare (44,39%)
     Altele (0,73%)
La recensământul din 2011, populația satului Vălkovo era de 410 locuitori. Din punct de vedere etnic, majoritatea locuitorilor (54,87%) erau bulgari. Pentru 44,39% din locuitori nu este cunoscută apartenența etnică.